# Attentat d'Ürümqi de 1997
Le 25 février 1997, trois bombes ont explosé dans trois bus (ligne 10, ligne 44 et ligne 2) à Ürümqi, Xinjiang, Chine. Neuf personnes ont été tuées, dont au moins trois enfants, et 28 autres ont été blessées. Deux autres appareils de la gare sud (la gare principale d'Ürümqi) n'ont pas explosé. Des billes d'acier, des vis et des clous ont été trouvés dans les bombes.
Les séparatistes ouïghours ont commis l'attentat. La responsabilité des attaques a été revendiquée et reconnue par des factions de certains Ouïghours de la diaspora,.

## Contexte
Les tensions persistantes au Xinjiang ont été une source de terrorisme en Chine. Les conflits autour des aspirations culturelles ouïghoures ont refait surface dans les années 1960. Début février 1997, l'exécution de 30 séparatistes présumés qui avaient participé à l'organisation du Meshrep pendant le ramadan a donné lieu à de grandes manifestations, qui ont abouti à l'incident de Gulja le 5 février, au cours duquel au moins neuf manifestants ont été tués.